# Sterygma (owady)
Sterygma (łac. sterigma, l. mn. sterigmata) – element źeńskich narządów genitalnych u motyli.
Sterygma to skleryt lub skleryty otaczające wejście ostium bursae do przewodu torebki kopulacyjnej. Sterygma wytwarzać może płytki przedwaginalne (lamellae antevaginales) oraz płytki pozawaginalne (lamellae postvaginales). 
U zwójkowatych budowa sterygmy ma olbrzymie znaczenie w rozpoznawaniu gatunków.